# Associação Desportiva e Cultural Metodista
A Associação Desportiva e Cultural Metodista foi uma equipe de handebol da Universidade Metodista de São Paulo, uma instituição privada de ensino superior brasileira localizada na cidade de São Bernardo do Campo (SP). Foi criada em 1993 em consequência da Programa Social Escola de Esportes. A equipe inicialmente tinha o nome Associação Atlética Acadêmica Metodista, mas seguindo parceiras econômicas era oi também chamado Metodista/São Bernardo e Metodista/São Bernardo/Besni.
No começo de agosto de 2017 foi decretado o fim da equipe de handebol da categoria adulto masculina da Metodista, por falta de recursos financeiros. Mantêm times de mirins e juvenis.

## Títulos
- 02 Títulos Pan-Americanos
- 05 Títulos Sul-Americanos
- 08 Títulos da Liga Nacional
- 01 Campeonato Brasileiro
- 03 Títulos da Copa Brasil
- 01 Título da Taça Brasil
- 01 Título do Grand Prix
- 09 Títulos Paulistas
- 05 Títulos da Taça São Paulo
- 03 Títulos dos Jogos Abertos Brasileiros
- 08 Títulos dos Jogos Abertos do Interior
- 15 Títulos dos Jogos Regionais

- Liga Nacional de Handebol Masculino

8 - 1997, 1998, 1999, 2000, 2001, 2002, 2004 e 2006
- Campeonato Paulista de Handebol Masculino

6 - A.A.A. Metodista - 1994, 1995, 1999, 2000, 2001 e 2003
5 - ADC Metodista - 2007, 2008, 2011, 2012 e 2013